# 라이어널 배리모어
라이어널 배리모어(영어: Lionel Barrymore, 본명: 라이어널 허버트 블라이드, 본명 영어: Lionel Herbert Blythe, 1878년 4월 28일 ~ 1954년 11월 15일)는 미국의 배우이다.

## 연극
- 올리버 트위스트
- 맥베스 (희곡)

## 영화

### 배우
- 벤허 (1925년 영화)
- 새디 톰슨
- 할리우드 리뷰 오브 1929
- 자유의 혼
- 그랜드 호텔 (영화)
- 데이빗 코퍼필드 (1935년 영화)
- 영광의 길
- 춘희 (1936년 영화)
- 굿바이 마이 라이프
- 우리 집의 낙원
- 님은 가시고 (1944년 영화)
- 사랑의 결단
- 멋진 인생
- 백주의 결투
- 키 라르고